# Dorcadion albosuturale
Dorcadion albosuturale är en skalbaggsart som beskrevs av Stefan von Breuning 1946. Dorcadion albosuturale ingår i släktet Dorcadion och familjen långhorningar. Inga underarter finns listade i Catalogue of Life.